# Die Keure
Die Keure is een uitgeversgroep uit Brugge.
De uitgeverij ontstond kort na de Tweede Wereldoorlog als bestuursdrukkerij. Begin jaren 60 werd de juridische uitgeverij opgericht.
Er worden verder naslagwerken en studieboeken uitgegeven, vooral op het gebied van wetgeving en economie.
Naast een uitgeverij omvat Die Keure nv een eigen grafisch bureau en een drukkerij.